# Grupo Danone
Danone S. A. (en francés: Groupe Danone, S. A.), comercializado como Danone (o Dannon para algunos productos de Estados Unidos), es una multinacional agroalimentaria francesa que tiene su sede en París. Fundada en Barcelona (España), tiene tres actividades: productos lácteos, yogur y agua embotellada.
Danone trabaja en más de 130 mercados, habiendo generado ventas por 27.816 millones de dólares en 2017, la mitad de las cuales fueron en países emergentes. Lácteos y productos derivados de plantas representaron el 52 % de sus ventas totales en 2017, mientras que nutrición especializada y aguas representaron el 29 y el 19 %, respectivamente.

## Historia

### Nombre
La empresa Danone fue fundada en 1919 por Isaac Carasso en Barcelona (España) como una pequeña fábrica artesanal que producía yogures en la calle de los Ángeles 16, en el Raval. Fue el nacimiento del yogur industrial en España. El nombre de la fábrica fue «Danone» por el diminutivo del nombre de su primer hijo, Daniel ("Danón" era el apelativo familiar de Daniel Carasso). 
Inicialmente Danone solo fabricaba para la ciudad de Barcelona, y vendía sus productos en farmacias, papelerías y hospitales. Carasso negoció con la empresa de tranvías de la Ciudad Condal un precio por el que los cobradores de las líneas dejarían sus tarros en la oficina de farmacia correspondiente. Los productos se fabricaban por la noche. Los vehículos los llevaban a primera hora, en unas pequeñas heladeras con 24 tarros en el interior, y frenaban incluso donde no había parada para hacer la entrega. Y así el cliente podía recoger el encargo a tiempo para su desayuno.

### Expansión

Expansión de Danone.

En 1929, la compañía se mudó de España a Francia y se construyó allí la primera fábrica. Durante la ocupación alemana en Francia durante la Segunda Guerra Mundial, Daniel mudó la compañía a Nueva York para esquivar la persecución por ser de fe judía.
Daniel se asoció con el suizo-español Joe Metzger y cambió el nombre a Dannon para que sonase más estadounidense. 
En 1951, Daniel Carraso volvió a París para gestionar la familia del grupo Danone en España y Francia y fue vendido el negocio estadounidense en 1959; éste fue recomprado en 1981. 
Dos años más tarde se fusionó con Gervais, el productor líder de quesos en Francia y entonces se convirtió en Gervais Danone.
En España, además de la central de Barcelona (Calle Buenos Aires, 21, Barcelona, cerca de la plaza de Francesc Macià), Danone tiene fábricas en Valencia, Madrid, Parets del Vallés y Tenerife.
En América, tiene presencia en Argentina (lácteos, aguas comercializadas y galletitas a través de un 64% del paquete accionario de Bagley controlando a la vez a través de esta, la empresa local "La Serenísima"), Brasil (lácteos), Uruguay (lácteos y aguas), en México (lácteos y aguas) y en Colombia son producidos en la nueva planta, construida en asociación con 
Alquería (Colombia) (líder en el segmento UHT). Sus productos también llegan a Chile, donde a fines del 2007 comenzó su producción, tras adquirir la planta productiva de Parmalat en Chillán. En septiembre de 2016 la empresa chilena Watt's acuerda la compra de Danone Chile, la planta productiva de Chillán y Calán.

### Envasado en vidrio
Otra rama del Grupo Danone descendió de la industria de fabricación de vidrio Boussois-Souchon-Neuvesel (BSN), que fue fundada por la familia de Antoine Riboud. Después de un intento fallido de adquisición por parte de su rival más grande Saint-Gobain, Riboud la transformó en uno de los grupos alimenticios más importantes de Europa en los años 1970 a través de una serie de adquisiciones y fusiones, incluyendo la fusión de 1973 con Gervais Danone.internacional

### Reorientación estratégica
En 1970 se efectuó la adquisición de la cervecera alsaciana Kronenbourg y del agua mineral Evian. En 1973, la compañía se fusionó con Gervais Danone y comenzó a expandirse internacionalmente, incluyendo un cambio de nombre en la marca yogurera por Dannon en Estados Unidos y una exitosa campaña publicitaria titulada In Soviet Georgia que comenzó en octubre de 1976. En 1979, la compañía abandonó la fabricación de vidrio, al deshacerse de Boussois Verreries. En 1987, Gervais Danone adquirió General Biscuit, propietaria de la marca LU, y en 1999, compró Nabisco.
En 1994, BSN cambió su nombre a Grupo Danone, adoptando el nombre más conocido de la marca internacional.
Franck Riboud sucedió a su padre, Antoine, como presidente de la compañía y director ejecutivo en 1996. Bajo Franck Riboud la compañía continuó con su enfoque en tres grupos de productos (lácteos, bebidas y cereales).
Desde 1996, la empresa mexicana de agua embotellada Bonafont pertenece a Grupo Danone.
En 1999 y 2003, el grupo vendió el 56% y 44%, respectivamente, de su negocio de envase en vidrio. En el año 2000, el grupo también vendió la mayor parte de sus actividades europeas en cerveza (la marca Kronenbourg y la marca 1664 se vendieron a grupos escoceses y empresarios de Newcastle por 1 700 millones de libras. Su queso italiano y las empresas de carne (Egidio Galbani Spa) fueron vendidas en marzo de 2002. En agosto de 2005, el Grupo vendió su negocio de salsas en el Reino Unido y en Estados Unidos. En enero de 2006, su negocio de salsas en Asia se vendió a Ajinomoto. A pesar de estas desinversiones, Danone continúa su expansión internacional en sus 3 unidades de negocio, con énfasis en productos de salud y bienestar.
En julio de 2007, se anunció que Danone ya había llegado a un acuerdo con Kraft de vender su división de galletas, incluyendo LU y las marcas Príncipe, por alrededor de 5 300 millones de euros. También en julio de 2007, una oferta de 12 300 millones de euros en efectivo fue ofrecida por Danone para una marca de comida para bebés holandesa.

## Gobernanza corporativa

### Consejo de administración
A 12 de diciembre de 2014, estos son los quince miembros del Consejo de administración y el secretario del mismo:
- Franck Riboud - presidente del consejo de administración
- Emmanuel Faber - vicepresidente del consejo de administración y director general de Danone
- Bruno Bonnell - presidente de I-VOLUTION
- Jacques-Antoine Granjon - consejero delegado de Vente-privée.com
- Marie-Anne Jourdain - consejera en representación de los empleados de Danone
- Jean Laurent - consejero independiente coordinador y presidente del consejo de administración de la Foncière des Régions
- Gaëlle Olivier - directora general de seguros AXA Asia
- Benoît Potier - consejero delegado de L'Air Liquide SA
- Isabelle Seillier - directora general de entidades financieras de J.P Morgan para Europa, Oriente Medio y África
- Mouna Sepehri - directora adjunta a la presidencia del Grupo Renault SA
- Jean-Michel Severino - gerente de I&P SARL (Investisseurs & Partenaires)
- Virginia A. Stallings - profesora de Pediatría en el hospital Infantil de Filadelfia
- Bettina Theissig - consejera en representación de los empleados de Danone
- Lionel Zinsou-Derlin - presidente de PAI Partners SAS
- Laurent Sacchi - secretario del consejo de administración CA y director adjunto a la Presidencia.

### Comité ejecutivo
A 20 de febrero de 2015, los miembros del comité ejecutivo eran: 
- Emmanuel Faber - director general de Danone, y vicepresidente del consejo de administración, pertenece al comité ejecutivo desde 2000
- Bertrand Austruy - secretario general, pertenece al comité Ejecutivo desde 2015
- Marc Benoît - director general de Recursos Humanos, pertenece al comité ejecutivo desde 2014
- Cécile Cabanis - directora financiera, pertenece al comité Ejecutivo desde 2015
- Francisco Camacho - director general aguas, pertenece al comité Ejecutivo desde 2011
- Félix Martín García - director general de nutrición infantil, pertenece al comité ejecutivo desde 2008
- Flemming Morgan - director general de nutrición médica, pertenece al comité ejecutivo desde 2009
- Jean-Philippe Paré - director general de investigación y desarrollo, pertenece al comité ejecutivo desde 2011
- Pierre-André Térisse - director general África, pertenece al comité ejecutivo desde 2008
- Gustavo Valle - director general de productos lácteos Frescos, pertenece al comité ejecutivo desde 2015

## Críticas

### Publicidad engañosa
Danone ha sido obligada en varios países a retirar su publicidad por llevar a engaño en cuanto a sus cualidades.

### Conductas anticompetitivas
En 2015 la Comisión Nacional de los Mercados y la Competencia (CNMC) de España impuso a Danone una multa de 23,2 millones de euros por conductas anticompetitivas, manipulando los precios de la leche. Esta era la cifra más grande de entre varias empresas que igualmente fueron sancionadas en el mismo expediente.

## Relación con las marcas blancas
En el pasado Danone fabricó productos para otras marcas. Por ejemplo, la fábrica que la empresa tuvo en Iraizotz (Ulzama, Navarra, España) lo hizo para Eroski durante unos años hasta más o menos la fecha de su cierre (1995). Más o menos ese año Danone cambió de política al respecto y dejó de fabricar para toda marca ajena a ella misma. En 2008 y 2009 Danone ha reflejado este hecho de forma notoria en su publicidad. Por otra parte Danone sí deja que una tercera marca fabrique para ella: se trata de Goshua (en manos de Laiteries Hubert Triballat desde 2010), que se radicó en las antiguas instalaciones de Danone en Navarra al año siguiente de su abandono.